# Dolní Sázava
Dolní Sázava este o arie protejată (arie specială de conservare — SAC, sit de importanță comunitară — SCI) din Republica Cehă întinsă pe o suprafață de 398,03 ha, integral pe uscat.

## Localizare
Centrul sitului Dolní Sázava este situat la coordonatele 49°51′49″N 14°55′16″E / 49.863611°N 14.921111°E.

## Înființare
Situl Dolní Sázava a fost declarat sit de importanță comunitară în aprilie 2005 pentru a proteja 2 specii de animale. Situl a fost protejat și ca arie specială de conservare în martie 2017.

## Biodiversitate
Situată în ecoregiunea continentală, aria protejată nu include niciun habitat protejat.
La baza desemnării sitului se află mai multe specii protejate:
- nevertebrate (1): Unio crassus
- pești (1): boarță (Rhodeus amarus)